# فرنسيس (لاعب كرة قدم)
فرنسيس (بالإسبانية: Francisco Jesús Ferrón Ruiz)‏ (6 فبراير 1990 في إسبانيا - ) هو لاعب كرة قدم إسباني في مركز الهجوم. لعب مع ريكرياتيفو ونادي ألكويانو ونادي لورقة وLinares Deportivo ‏ ونادي الخيسيراس وUD Los Barrios ‏ ونادي سان أندرو.

## وصلات خارجية
- فرنسيس (لاعب كرة قدم) على موقع قاعدة بيانات كرة القدم.إي يو (الإنجليزية)
- فرنسيس (لاعب كرة قدم) على موقع Soccerway.com (الإنجليزية)